# Техистепекский пополукский язык
Техистепекский пополукский язык (Texistepec, Texistepec Popoluca, Texistepec Zoque) - индейский язык, на котором говорят в муниципалитете Техистепек, южнее города Олута, штата Веракрус в Мексике.